# San Fernando (departamento)

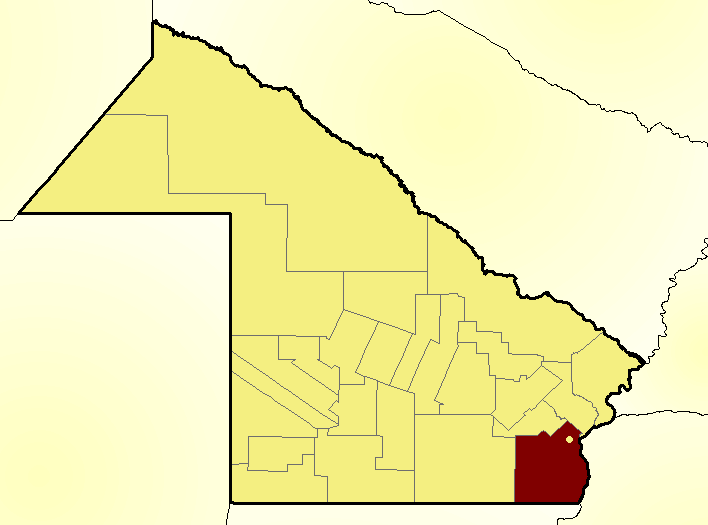
Mapa do departamento de San Fernando

San Fernando é um departamento da Argentina, localizado na província do Chaco.